# Copenhagen Suborbitals
Copenhagen Suborbitals è un programma spaziale amatoriale finanziato tramite crowdfunding e open source. Sin dal suo inizio nel 2008, Copenhagen Suborbitals ha lanciato cinque razzi e due capsule. Il loro obiettivo è di far volare nello spazio uno dei membri (oltre 100   km), su un volo spaziale suborbitale, in una capsula spaziale sul razzo Spica. L'organizzazione è stata fondata da Kristian von Bengtson e da Peter Madsen, condannato per l'omicidio di Kim Wall nel 2017. Peter Madsen è stato escluso dai Copenhagen Suborbitals nel 2014. L'organizzazione ha lanciato con successo il suo razzo Nexø II nell'estate 2018.
Come organizzazione amatoriale, i 55 membri usano il loro tempo libero per il progetto, mentre allo stesso tempo svolgono regolarmente lavori diurni. All'assemblea generale annuale, eleggono un presidente e dei membri del consiglio di amministrazione. Attualmente (2019), il presidente è Carsten Olsen.

## Storia

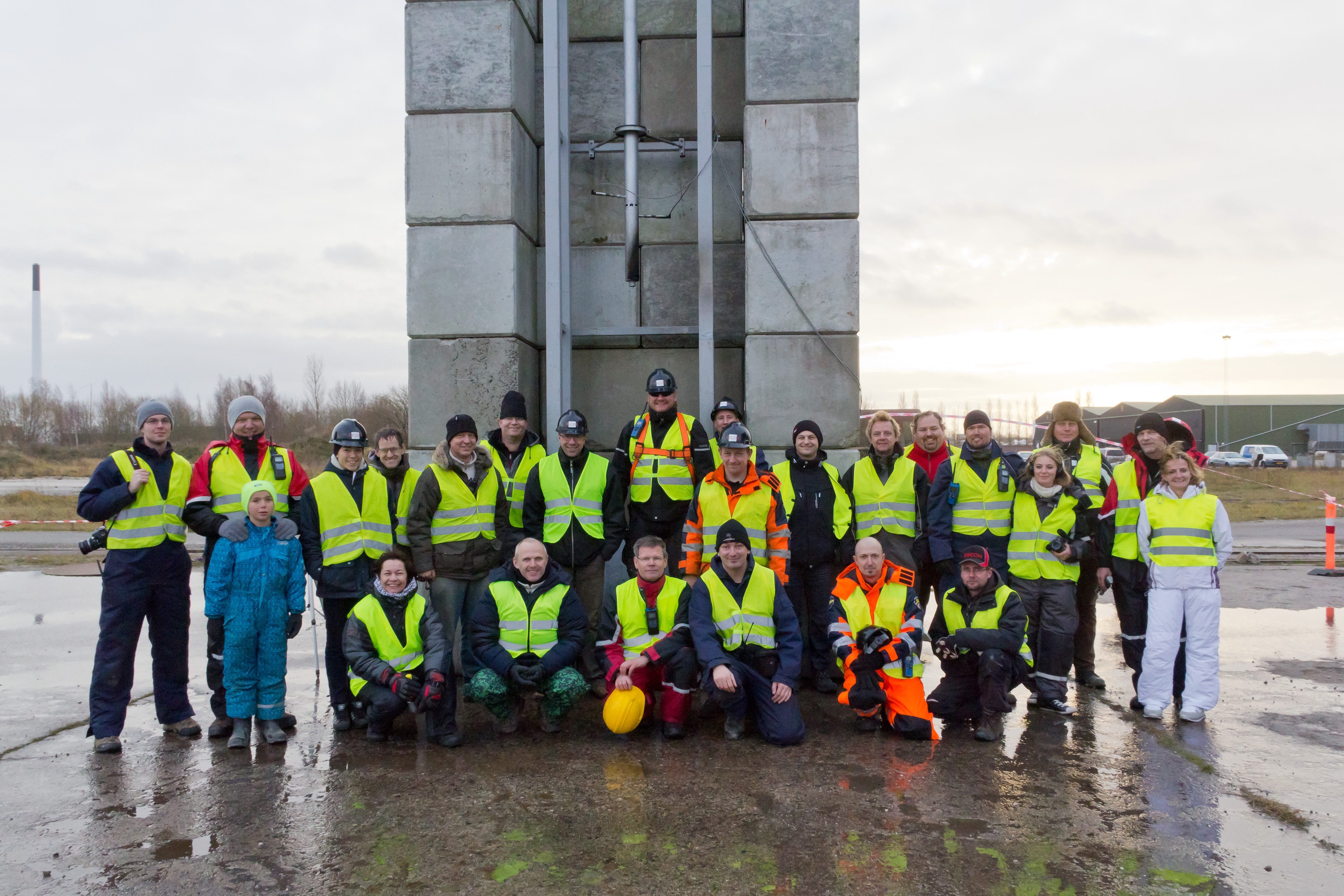
L'equipaggio riunito di fronte alla piattaforma per i test statici del motore, novembre 2011

Copenhagen Suborbitals è stata fondata nel 2008 da Kristian von Bengtson e l’ormai tristemente famoso Peter Madsen (che è stato successivamente condannato per l'omicidio di Kim Wall ) come un progetto senza scopo di lucro e finanziato con il finanziamento partecipativo. I più importanti aspetti dell'operazione sono stati descritti in dettaglio sui blog.
Il 23 febbraio 2014 il consiglio di amministrazione ha annunciato che Kristian von Bengtson aveva lasciato il gruppo. Nel giugno 2014 anche Madsen ha lasciato il gruppo, dopo anni di disaccordo con gli altri membri del gruppo. Da allora Madsen non ha più avuto rapporti con Copenhagen Suborbitals.

## Razzi e motori

### Spica
Nel 2014, Copenhagen suborbitals hanno cominciato lo sviluppo del loro razzo con equipaggio. Il razzo si chiamerà Spica e avrà un'altezza di 12–14 m con un diametro di 950 mm. Sarà alimentato dalla classe di motori BPM-100, usando ossigeno liquido come ossidante ed etanolo come combustibile, producendo 100Kn di spinta. È probabile che sia dotato di serbatoi di scarico della pressione, ottimizzati da un sistema di regolazione dinamica della pressione (DPR), ma anche le turbopompe sono una possibilità, sebbene siano difficili da costruire. Il controllo del razzo sarà affidato al trust vectoring e il gimballing del motore. Il razzo sarà completamente guidato da elettronica e software costruiti in casa. La maggior parte dei sistemi e della tecnologia saranno inizialmente testati sui razzi di classe Nexø più piccoli nel 2016/18. La capsula spaziale avrà un design tubolare come il suo predecessore Tycho Brahe, ma il suo diametro maggiore consentirà all'astronauta di assumere una posizione seduta durante il lancio e il rientro, al fine di resistere alle forze G.

### BPM-2 e BPM-5
Nel 2014/2015 il gruppo ha progettato, costruito e testato una serie di motori più piccoli con una spinta nominale di 2 e 5   kN. La classe BPM-5 volerà sui razzi Nexø I e II nel 2016/2018, aprendo la strada a razzi e motori molto più grandi. Lo scopo era convalidare le prestazioni e il funzionamento della nuova direzione di progettazione del motore del gruppo. I test hanno avuto molto successo, con risultati che hanno superato le aspettative. Sono stati testati anche diversi additivi per carburanti (come TEOS) e diversi materiali per palette. I motori BPM sono motori a razzo bi-liquido che utilizzano LOX ed etanolo, raffreddati rigenerativamente dal carburante. Le accensioni di prova nella primavera / estate 2015 hanno utilizzato un abbattimento della pressione passiva e, nell'inverno 2015/2016, le prove continueranno con un sistema di regolazione della pressione dinamica (DPR), che poi volerà sul razzo Nexø II nella primavera del 2018.

### Motori e propellenti 2008-2014
Dal 2008 al 2012, il gruppo ha concentrato il lavoro su un razzo ibrido, usando ossigeno liquido (LOX) come ossidante. Inizialmente, il razzo HEAT-1X doveva essere alimentato con cera di paraffina, ma un test a terra del 28 febbraio 2010 ha rivelato che parte della cera di paraffina si era sciolta solo parzialmente, anziché evaporare. Il risultato fu che HEAT-1X aveva meno energia del previsto. Il 16 maggio 2010 è stata condotta una prova del HEAT-1X-P (P per poliuretano ). Il risultato fu positivo, il poliuretano aveva la giusta potenza, ma mostrava forti oscillazioni. Fino al 2011 il gruppo aveva eseguito più di 30 prove di vari tipi di motori presso il proprio impianto di prova per motori a razzo a Refshaleøen. Nell'autunno del 2012 è stato provato un prototipo di motore che utilizzava acido nitrico fumante bianco e alcool furfurilico utilizzando una configurazione di prova statica. Nel 2012 è stato deciso di passare a motori bi-propellenti alimentati con ossigeno liquido ed etanolo.

### HEAT-1X
HEAT 1X ( Hybrid Exo Atmospher Transporter ) era il razzo, destinato a lanciare la capsula spaziale Tycho Brahe nello spazio, la combinazione essendo nota come HEAT-1X TYCHO BRAHE. Il design razzo è il risultato di numerosi test statici del combustibile solido epossidico e il liquido ossidante (Protossido di azoto ). Una combinazione che è stata utilizzata anche nel razzo di prova HATV (che era solo un terzo delle dimensioni del HEAT).Il razzo è stato lanciato con successo il 3 giugno 2011, ma il test è stato interrotto a un'altitudine di 2,8   km. 

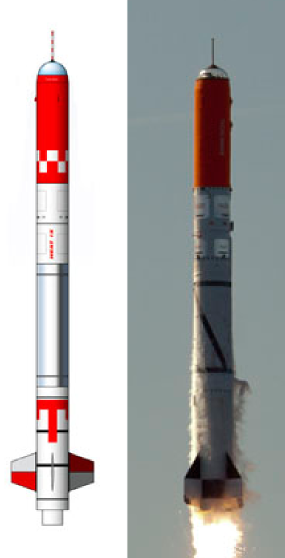
Disegno del razzo (a sinistra) e versione finale (a destra)

### TM-65 e TM-65 IIA e TM-65 IIB
TM-65 e TM6-5 IIA / B erano motori a propellente liquido che utilizzavano etanolo al 75% e ossigeno liquido (LOX) come ossidante. Questi motori producevano circa 65 kN di spinta. I primi test statici sono stati condotti a maggio 2012. Il motore TM-65 ha superato il test senza danni ed è stato testato fino al 50% della sua spinta nominale. Il gruppo ha pianificato di ripetere il test con livelli di spinta più elevati, fino a quando la classe TM-65 nel 2014 è stata abbandonata a favore del motore BPM-100.

### HEAT-2X
HEAT-2X era un razzo costruito per testare in volo il motore TM-65. Si prevedeva di portare una scala 1: 3, 80   kg capsula spaziale mock-up, TDS-80, nella stratosfera.
Il razzo non è stato lanciato in quanto ha subito un incendio del motore durante un test statico nell'estate del 2014. L'ugello del razzo è esploso e si è aperta una saldatura che ha provocato l'espulsione di tutto il carburante a base di etanolo (circa 500 L) in soli tre secondi, provocando un grande incendio che ha danneggiato la parte del razzo. L'avaria del motore e il successivo incendio sono stati ripresi da vicino con una telecamera ad alta velocità, che sebbene sia stata bruciata all'esterno, è sopravvissuta all'interno abbastanza da poter recuperare il filmato.

## Capsule spaziali

### Tycho Brahe
La capsula "Tycho Brahe", chiamata come l'astronomo danese, ha uno scafo a pressurizzato in acciaio, con spazio per un passeggero. Il passeggero sarebbe in grado di vedere l'esterno attraverso una cupola in perspex. L'occupante volerebbe in posizione semi-seduta, in un posto appositamente progettato, e indossando pantaloni anti-G per evitare lo svenimento. Un altro compartimento contiene sia il paracadute ad alta velocità, sia i paracadute principali a bassa velocità per la decelerazione.
La prima capsula fu denominata "Tycho Brahe 1" e il suo primo volo fu senza equipaggio usando un manichino da crash test. Una nuova capsula in alluminio chiamata MAX-1 in onore di Maxime Faget è in fase di sviluppo. Secondo il gruppo, lo sviluppo di questa capsula è stato abbandonato a causa dei problemi fisiologici associati alla rapida accelerazione di un essere umano in posizione eretta. La capsula è ora esposta nel Planetario Tycho Brahe di Copenaghen.

### Tycho Deep Space

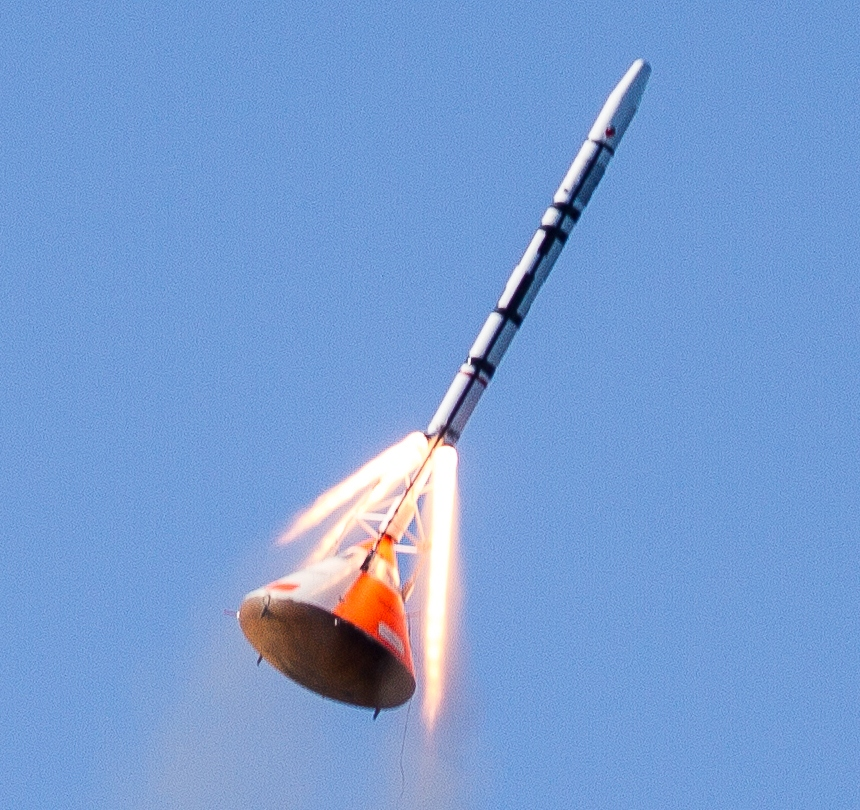
Tycho Deep Space durante i test del Launch Escape System

Tycho Deep Space è una capsula spaziale sviluppata da von Bengtson. La prima versione ufficialmente chiamata "Beautiful Betty" di Mikael Bertelsen, il protettore della capsula. La capsula senza equipaggio  è stata lanciata in mare il 12 agosto 2012 per un test del Launch Escape System, al largo della costa di Bornholm. Il lancio non ha fornito un'altezza sufficiente per il dispiegamento del paracadute e la capsula è stata parzialmente danneggiata dall'impatto con il mare. La capsula ha un diametro di 2 m, consentendo ad un astronauta di trovarsi in posizione orizzontale rispetto all'accelerazione durante il lancio e l'atterraggio.

## Missioni
Il gruppo si è inizialmente concentrato sul lancio da uno spazioporto su terra come Andøya, Kiruna o in Islanda L'attenzione si è tuttavia concentrata su un lancio marittimo, appena fuori dalle acque territoriali della Danimarca. L'autorizzazione al varo è stata concessa dalle autorità danesi, ma la prima opzione, il Mare del Nord, una possibilità suggerita dall'amministrazione danese per l'aviazione civile ( Statens Luftfartsvæsen ), è stata respinta nel 2009 dall'autorità marittima danese ( Søfartsstyrelsen ). Alla fine fu scelto il lancio dal poligono di tiro ESD138 / ESD139, che si trova sulla posizione 55°02′57″N 15°36′11″E nel Mar Baltico. Si trova appena fuori Nexø sull'isola danese di Bornholm ed è quindi soprannominato Spaceport Nexø. Il CS dovette quindi costruire una piattaforma mobile di lancio mobile (MLP), chiamata Sputnik dedicata al veicolo spaziale russo che fu il primo satellite artificiale ad essere messo in orbita. Le loro campagne di lancio comprendono le seguenti navi:
- MLP-Sputnik, inizialmente doveva essere rimorchiato, ma in seguito furono installati due motori diesel.
- MHV Hjortø, una nave della Guardia costiera che funge da nave per il controllo e il recupero della missione.
- Due piccoli gommoni con scafo rigido.

### 2010: il primo tentativo di lancio
Il primo lancio di test su larga scala aveva come obiettivo un'altitudine di 30 km ed era programmato per essere condotto al largo delle coste di Bornholm tra il 30 agosto e il 13 settembre 2010. Il veicolo trasportava un manichino per crash test "Rescue Randy" invece di un pilota umano. I criteri per il successo erano il completamento del viaggio via mare e il conto alla rovescia con lancio e recupero previsti come bonus.
Martedì 31 agosto 2010, il sottomarino danese UC3 Nautilus, ha spinto la piattaforma di lancio Sputnik che trasportava il razzo e l'astronave da Copenaghen verso l'area di lancio vicino a Nexø, sull'isola di Bornholm.
Un tentativo di lancio fu effettuato domenica 5 settembre 2010, 14:43 CEST, ma non è stato possibile avviare il motore a causa di un guasto della valvola del LOX che si presume sia stato causato da un riscaldamento insufficiente della valvola. Il design includeva notoriamente un asciugacapelli di consumo per lo sbrinamento della valvola LOX; in effetti non fu l'asciugacapelli, ma il suo alimentatore a non funzionare.
Il gruppo ha promesso di tornare l'anno successivo per un nuovo tentativo di lancio.

### 2011: primo volo diHEAT-1X Tycho Brahe

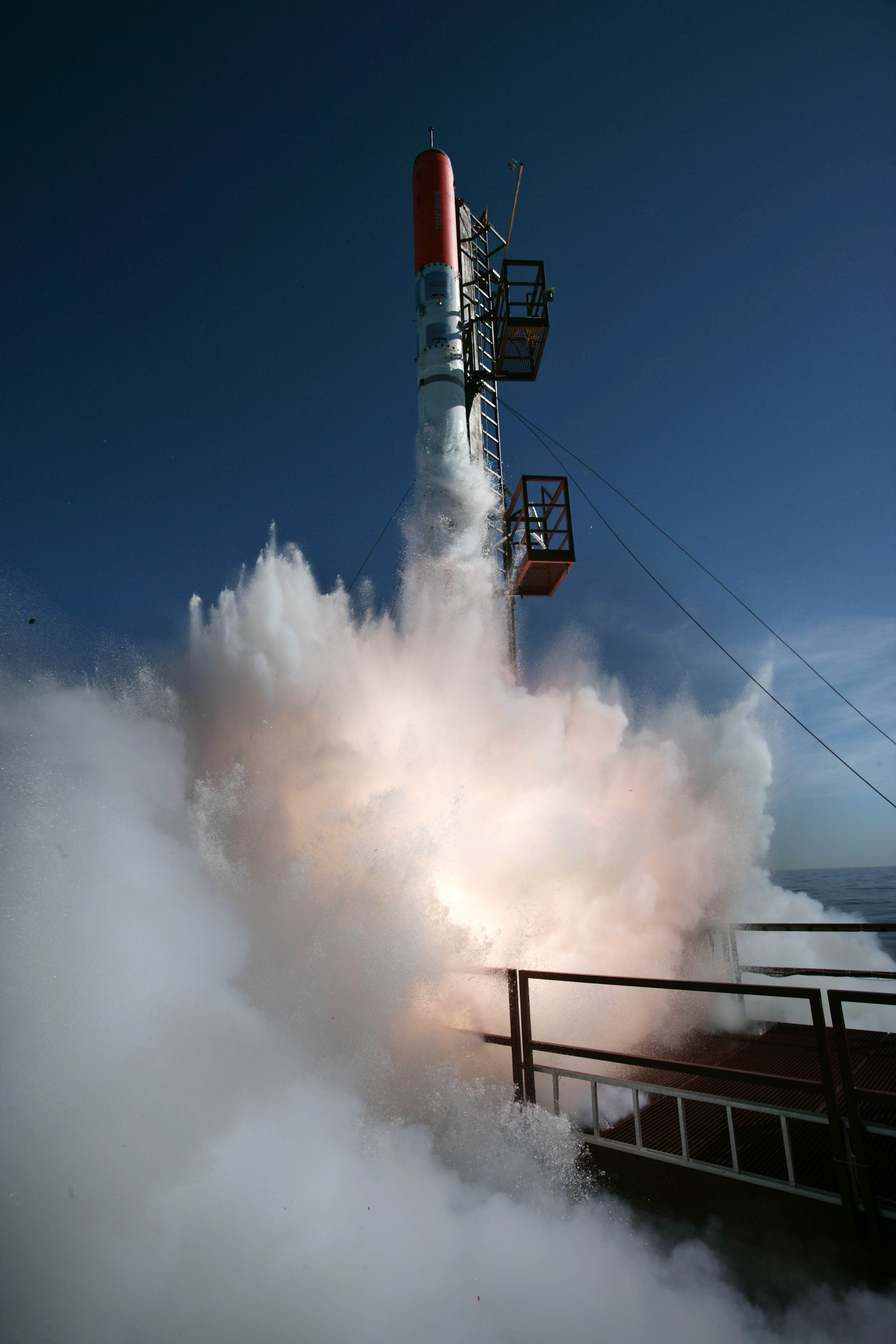
HEAT 1X Tycho Brahe decolla da MLP-Sputnik

Dopo aver effettuato alcuni aggiornamenti sul razzo e sulla valvola, e con MLP-Sputnik sotto la propria propulsione, e una nave di supporto, il gruppo salpò di nuovo per Spaceport Nexø il 28 maggio alle 4:50   am. Si sono nuovamente incontrati con MHV Hjortø, una nave della Guardia costiera che funge da nave di controllo e recupero della missione. Il secondo tentativo di lancio ebbe più successo e il volo inaugurale ebbe luogo il 3 giugno 2011, alle 16:32 ora locale (CEST) (14:32 GMT). Il razzo HEAT-1X si alzò e salì a un'altitudine di soli 2,8   km, perché il controllo missione ha dovuto spegnere il motore dopo 21 secondi.

### Missioni 2012

#### SMARAGD

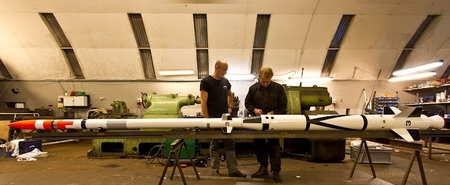
Lo Smaragd a due stadi

Il razzo SMARAGD ( smeraldo in danese) è un razzo a due stadi da 5,7 metri che pesa 160   kg, destinato a raggiungere un'altitudine di 8   km, utilizzato per testare vari aspetti tecnologici dell'operazione. Il 27 luglio 2012, il team partì da Nexø verso il sito di lancio, con l'intenzione di lanciare il razzo SMARAGD. Dopo alcuni problemi iniziali con il controllo remoto del lancio, il razzo è stato lanciato con successo subito dopo le 13 e ha raggiunto l'altitudine massima di 8,2   km. Era evidente poco dopo il decollo che il nosecone, contenente l'elettronica, si era rotto durante il lancio, probabilmente a causa della grande accelerazione stimata di 20 g.

#### Tycho Deep Space / LES
Il 12 agosto 2012 alle 09:18, è stata lanciata la capsula spaziale Tycho Deep Space per testare un launch escape sistem (LES). Tuttavia, il paracadute non si è aperto correttamente e la capsula è stata danneggiata nell'impatto. Diversi media avevano frainteso il programma e proclamato che il lancio era stato avviato prematuramente a causa di un errore. Il test è stato considerato parzialmente riuscito dal team, a causa del successo del lancio di un razzo e del mancato lancio del paracadute. Il lancio poteva essere seguito in diretta tramite streaming live da diverse videocamere, inoltre sul MLP sono state montate alcune telecamere ad alta velocità.

### 2013: sviluppo del sistema di guida

#### Missione SAPPHIRE-1
SAPPHIRE-1, una modifica dell'HATV, era un razzo di 4,5 m, il cui scopo principale era quello di testare il sistema di guida attivo sviluppato da Copenhagen Suborbitals. È stato lanciato con successo il 23 giugno 2013.

### Nexø I
Nexø I è stato lanciato sabato 23 luglio 2016 con il motore BPM-5 nel suo volo inaugurale. Fu un successo parziale. La fornitura di ossigeno liquido al motore era insufficiente a causa dell'evaporazione parziale prematura.

### Nexø II
Ad aprile 2018, a causa di NoGo del controllo del traffico aereo svedese. È stato lanciato il 4 agosto 2018, con motore BPM-5 leggermente modificato.

## Obiettivi e record raggiunti
I risultati dei Copenhagen Suborbitals includono:
- Il più potente razzo amatoriale mai pilotato.
- Il primo razzo amatoriale ha volato con un manichino da crash test a grandezza naturale.
- Primo comando MECO (Main Engine) Cut-Off inviato, ricevuto ed eseguito da un razzo amatoriale.
- Gestione e orchestrazione di un lancio marittimo, da parte di un'organizzazione a budget ridotto.

Il 3 ottobre 2013 i Copenhagen Suborbitals ricevettero il premio "Breitling Milestone Trophy" dalla Federazione Aéronautique Internationale durante una cerimonia a Kuala Lumpur.

## Gruppo di supporto
Il 5 ottobre 2010 un gruppo indipendente di appassionati di spazio ha fondato il Copenhagen Suborbitals Support group (CSS). Lo scopo principale di questo gruppo è quello di "supportare CS economicamente, moralmente e praticamente nella loro missione". Entro due giorni dalla sua fondazione, i CSS raggiunsero 100 membri. Il 15 novembre 2011 ha segnato un'importante pietra miliare per i CSS quando sono stati raggiunti 500 membri. All'inizio del 2014, sono stati registrati circa 1000 membri.
Pagando un importo mensile fisso, i membri del gruppo di assistenza coprono la maggior parte dei costi fissi per il progetto oltre a donare varie forme di hardware. Entro il 2015, CS era supportato con GB£12,500 al mese.